# Maler von Athen 581

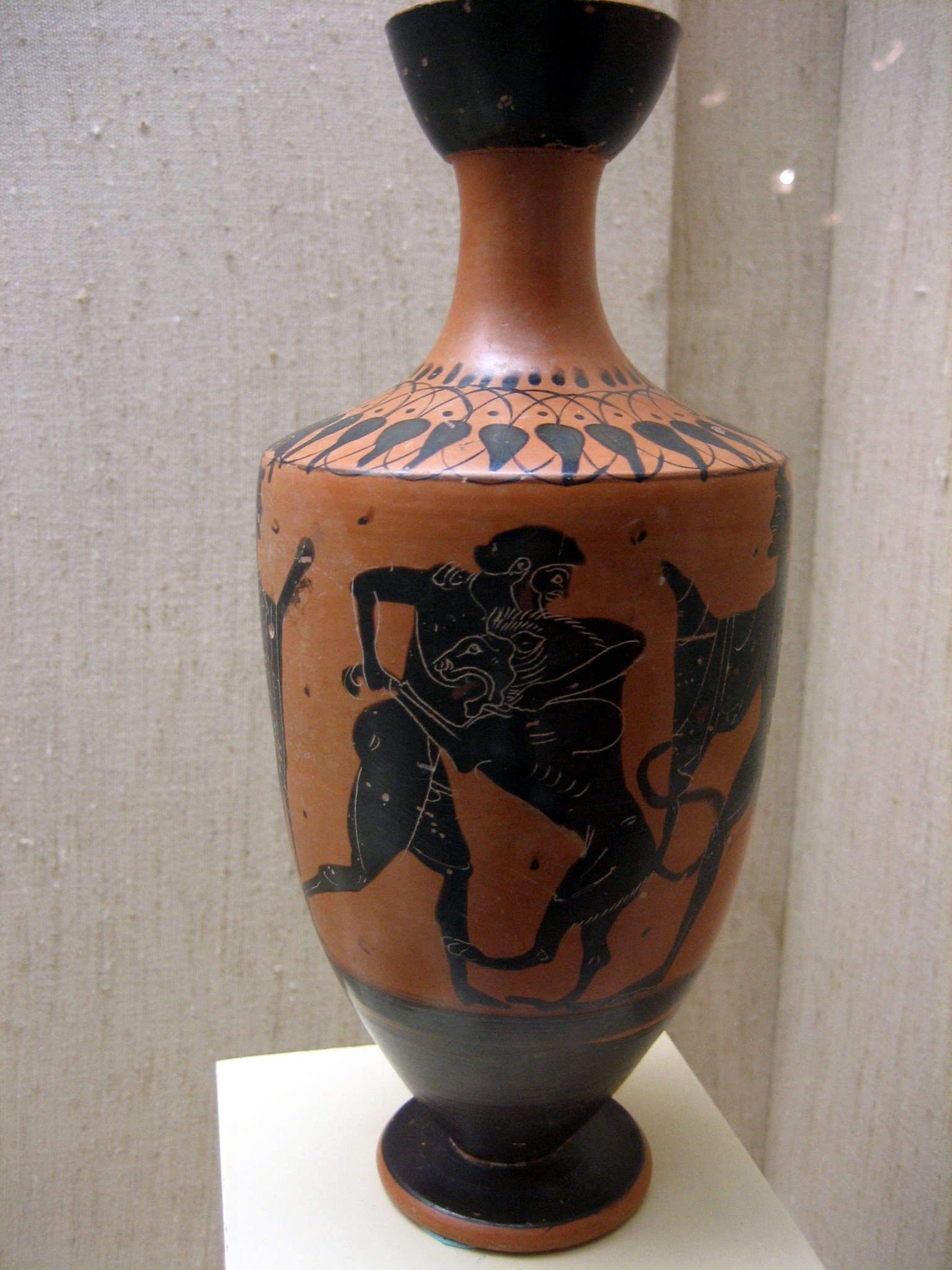
Herakles kämpft mit dem Nemëischen Löwen. Lekythos um 500 v. Chr. Athen, Museum für kykladische Kunst

Als Maler von Athen 581 (englisch Painter of Athens 581) wird ein attischer Vasenmaler des schwarzfigurigen Stils bezeichnet, der im ersten Viertel des 5. Jahrhunderts v. Chr. in Athen tätig war. Benannt wurde er von Emilie Haspels nach einer Vase im Athener Nationalmuseum mit der Inventarnummer 581.
Der Maler von Athen 581 gehört zur Klasse von Athen 581, für die seine Namenvase ebenfalls namensgebend war, er gilt als einer der besten Maler dieser von ihrer Qualität eher bescheidenen Klasse von kleinen Lekythen und steht dem in ihrem Mittelpunkt stehenden Marathon-Maler nahe.